# 松平龍樹
松平 龍樹（まつだいら りゅうき。）は、官能小説家。別名は龍門 主樹。

## 概要
松平名義で現実世界を舞台とした作品を執筆する一方、「龍門主樹」の別名でフランス書院のナポレオン文庫に『影魔王ザナック』『聖少女アンリエッタ』などファンタジー世界を舞台としたジュブナイルポルノ作品を発表。強引なルビふり (振り仮名) 、擬声語・擬態語の描写など独特な文体を持つ。
後に書いた小説『発情期 ブルマ検査』(1996年)で、人気アニメ「新世紀エヴァンゲリオン」ネタを挿入したところ、アニメファンが多いと学会関係者から好評を博し、第6回日本トンデモ本大賞において大賞を受賞した。その後同書には「トンデモ本大賞受賞」と書かれた帯がつけられた。ただ、後に本人は「混惑」（松平の表現のママ）したことを公表している。それ以来、露骨なアニメネタを自分の小説で控えるようになった。とは言え、2010年に『R.O.D―READ OR DIE』など複数の作品を元ネタとした「メガネっ娘凌辱大戦」を上梓し、更に2011年には「おねがい☆ティーチャー」を元ネタにした「女教師みずほ 魔の絶頂授業」を発売するなど、同人的な作風の作品を書いている。
唐沢俊一は、ポルノという実用性重視の分野にて、日本での歴史上「文章のスタイル」のみで実用性と作家性を両立させた人物の一人と評価している。

## 著作

### 松平龍樹 名義
- 睡眠内診台ロリータ躰調べ(マドンナメイト ) /マドンナ社(二見書房)　1992/12
- 体操着　折檻（おしおき）授業(マドンナメイト ) /マドンナ社(二見書房)　1993/08
- 女子高生　百合（レズ）飼育(マドンナメイト ) /マドンナ社(二見書房)　1994/02
- セーラー服　下半身（ヴァージン）解剖(マドンナメイト ) /マドンナ社(二見書房)　1994/10(美少女戦士セーラームーンのパロ)
- 天使の小水(ソウリュウノベルス ) /蒼竜社　1995/08
- 誰にもとめられない(ソウリュウノベルス ) /蒼竜社・挿絵　亜乱霊　1996/01
- 美人秘書　百合（レズ）調教―過酷な前後の肉儀式(マドンナメイト ) /マドンナ社(二見書房)　1996/02(勇者特急マイトガインのパロ)
- 発情期　ブルマ検査―十一歳の淫らな同級生解剖(マドンナメイト ) /マドンナ社(二見書房)　1996/12
- 「穴」調べ　制服の幼な奴隷(マドンナメイト ) /マドンナ社(二見書房)　1997/10
- 美少女飼育　性隷の刻印(マドンナメイト ) /マドンナ社(二見書房)　1999/01
- 巨乳飼育―生贄の緊縛コスチューム(マドンナメイト ) /マドンナ社(二見書房)　2000/02(きまぐれオレンジ☆ロードのパロ)
- 美少女―幼な奴隷の拡張検査(マドンナメイト ) /マドンナ社(二見書房)　2000/10
- 女教師飼育(マドンナメイト ) /マドンナ社(二見書房)　2003/05
- 姉姦　ボクの調教計画(マドンナメイト ) /マドンナ社(二見書房)　2009/02
- メガネっ娘凌辱大戦(マドンナメイト ) /マドンナ社(二見書房)　2010/04(R.O.D―READ OR DIE、HELLSINGなどの複数の作品のパロ。最後に言及だけだがエマも登場する。)
- 女子高生メイドと穴奴隷女教師(リアルドリーム文庫 ) /キルタイムコミュニケーション・挿絵　英田舞　2010/06
- 新妻がセーラー服に着替える刻 ～義父の牝奴隷～(リアルドリーム文庫 ) /キルタイムコミュニケーション・挿絵　黒石りんご　2011/01
- 女教師みずほ　魔の絶頂授業(マドンナメイト ) /マドンナ社(二見書房)　2011/02(おねがい☆ティーチャーのパロ)
- 家畜看護婦　悪魔の奴隷治療(マドンナメイト ) /マドンナ社(二見書房)　2012/06
- 万引き女子学生調教医療(リアルドリーム文庫 ) /キルタイムコミュニケーション・挿絵　孤裡精　2012/07

### 龍門主樹 名義
- 影魔王ザナック(フランス書院ナポレオン文庫 ) /フランス書院・挿絵　まいなぁぼぉい　1993/01
- Blackミッション1999 愛戦士マリア (ナポレオン文庫 ) /フランス書院・挿絵　水無月あゆ　1994/01
- 魔導☆クエスト(フランス書院ナポレオン文庫 ) プリンセス救出作戦 /フランス書院・挿絵　DAPHNIA　1994/07
- スズランの騎士(フランス書院ナポレオン文庫 ) /フランス書院・挿絵　電光石火轟　1995/06
- スズランの騎士、逆襲！(フランス書院ナポレオン文庫 ) 王女シルヴィアの戴冠/フランス書院・挿絵　電光石火轟　1996/02
- 聖少女アンリエッタ  被虐のシンデレラ(フランス書院ナポレオン文庫 )/フランス書院・挿絵　青樹零夢　1996/12